# Amphoe Hua Hin
Amphoe Hua Hin (Thai: อำเภอหัวหิน, Aussprache: [ampʰɤː hǔa hǐn]) ist ein Landkreis (Amphoe – Verwaltungs-Distrikt) in der Provinz Prachuap Khiri Khan. Die Provinz Prachuap Khiri Khan ist die südlichste Provinz der Zentralregion von Thailand.
Hua Hin ist auch ein bekannter Badeort in Thailand.

## Geographie
Die Stadt liegt 185 Kilometer südwestlich von Bangkok in der Provinz Prachuap Khiri Khan am Golf von Thailand.
Benachbarte Amphoe und Gebiete: im Norden liegt Amphoe Cha-am in der Provinz Phetchaburi, im Süden liegt Amphoe Pranburi in der Provinz Prachuap Khiri Khan. Nach Osten liegt der Golf von Thailand und nach Westen die Tanintharyi-Division von Myanmar.

## Wirtschaft
Hua Hin wurde in den letzten Jahren zu einem der wichtigsten Badeorte in Thailand. Urlauber aus Europa und Asien bilden den größten Anteil der Urlauber. Internationale Hotelketten haben das touristische Potenzial Hua Hins erkannt und bauen oder planen große Hotelobjekte. Seit über 20 Jahren gibt es in der Amphoe Hua Hin auch Weinbaugebiete. Das größte Weinanbaugebiet mit 1.600 km ist Hua Hin Hills Vineyard.

## Geschichte
Im Jahr 1932 war Hua Hin noch ein Teil des Landkreises Pran Buri. 1949 wurde Hua Hin zum Landkreis innerhalb der Provinz Prachuap Khiri Khan erhoben. Nach dem Bau der südlichen Eisenbahnlinie wurde Hua Hin zu einem der populärsten Strandbäder Thailands.

## Verwaltung

### Provinzverwaltung
Der Landkreis Hua Hin ist in sieben Tambon („Unterbezirke“ oder „Gemeinden“) eingeteilt, die sich weiter in 63 Muban („Dörfer“) unterteilen.
| Nr. | Name         | Thai      | Muban | Einw.  |
| --- | ------------ | --------- | ----- | ------ |
| 01. | Hua Hin      | หัวหิน      | 0-    | 43.424 |
| 02. | Nong Kae     | หนองแก    | 0-    | 14.932 |
| 03. | Hin Lek Fai  | หินเหล็กไฟ  | 16    | 12.292 |
| 04. | Nong Phlap   | หนองพลับ   | 10    | 10.422 |
| 05. | Thap Tai     | ทับใต้      | 14    | 11.902 |
| 06. | Huai Sat Yai | ห้วยสัตว์ใหญ่ | 11    | 06.436 |
| 07. | Bueng Nakhon | บึงนคร     | 12    | 04.497 |

### Lokalverwaltung
Es gibt eine Kommune mit „Stadt“-Status (Thesaban Mueang) im Landkreis:
- Hua Hin (Thai: เทศบาลเมืองหัวหิน) bestehend aus den kompletten Tambon Hua Hin, Nong Kae.

Es gibt eine Kommune mit „Kleinstadt“-Status (Thesaban Tambon) im Landkreis:
- Nong Phlap (Thai: เทศบาลตำบลหนองพลับ) bestehend aus Teilen des Tambon Nong Phlap.

Außerdem gibt es fünf „Tambon-Verwaltungsorganisationen“ (องค์การบริหารส่วนตำบล – Tambon Administrative Organizations, TAO)
- Hin Lek Fai (Thai: องค์การบริหารส่วนตำบลหินเหล็กไฟ) bestehend aus dem kompletten Tambon Hin Lek Fai.
- Nong Phlap (Thai: องค์การบริหารส่วนตำบลหนองพลับ) bestehend aus Teilen des Tambon Nong Phlap.
- Thap Tai (Thai: องค์การบริหารส่วนตำบลทับใต้) bestehend aus dem kompletten Tambon Thap Tai.
- Huai Sat Yai (Thai: องค์การบริหารส่วนตำบลห้วยสัตว์ใหญ่) bestehend aus dem kompletten Tambon Huai Sat Yai.
- Bueng Nakhon (Thai: องค์การบริหารส่วนตำบลบึงนคร) bestehend aus dem kompletten Tambon Bueng Nakhon.